# Tornarsuk

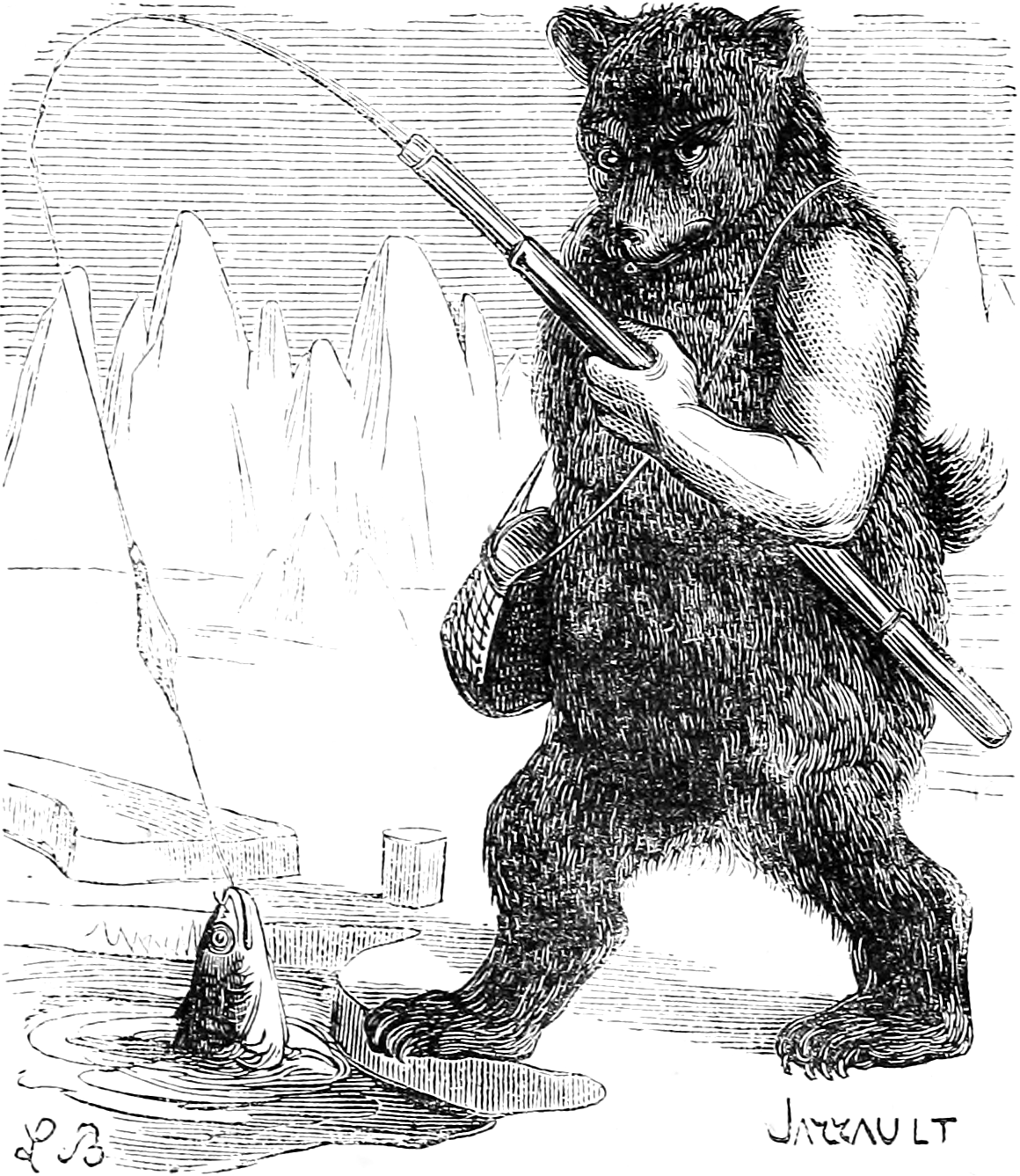

Tornarsuk eller Torngarsoak är en viktig naturande i den inuitiska mytologin i Nordamerika. Tornarsuk ges lite olika roller och funktioner hos olika inuitiska folk.